# Eupithecia harlequinaria
Eupithecia harlequinaria är en fjärilsart som beskrevs av Dyar 1905. Eupithecia harlequinaria ingår i släktet Eupithecia och familjen mätare. Inga underarter finns listade i Catalogue of Life.